# Vat Phnom
A Vat Phnom (khmer betűkkel: វត្តភ្) egy buddhista templom Kambodzsa fővárosában Phnompenben. A neve magyarul Hegyi templomot jelent.

## Története
A templomot Phnompen egyetlen magaslatára, egy 27 méteres, fákkal benőtt, mesterséges domb tetejére építették, közel a Tonle Szap-folyóhoz, a város északkeleti részén. A legenda szerint az első pagodát 1373-ben emelték, hogy elhelyezhessék azt a négy Buddha-szobrot, amelyet a Mekong mosott partra, és egy jómódú özvegy, egy Penh nevű nő talált meg. Négy bronzszobor egy uszadékfa belsejében volt, amelyet az asszony fel akart használni. A szobrok védelmére emelt szentély hamar látogatott hellyé vált, ahol a hívők jószerencséért imádkozhattak. Egy másik eredettörténet szerint az 1405-1467 között uralkodó király, Ponhea Jat emeltette a szentélyt, amikor székhelyét Phnompenbe helyezte át Angkorból.
A templomtól nyugatra nagyméretű sztúpa áll, amelyben elhelyezték Ponhea Jat hamvait. Egy kicsi pavilonban Penh asszony szobra áll. A templom főbejáratához széles lépcsősor vezet, amelynek korlátját oroszlánok és a mitikus kígyó, naga szobrai díszítik. Az épület fő helyén egy nagy méretű, bronz Buddha-szobrot helyeztek el.
A szentélyt 1434-ben, 1806-ban, 1894-ben és 1926-ban újjáépítették. Komoly renoválási munkálatokat folytattak a vörös khmerek bukása után. A kommunista uralom nemcsak a buddhista tárgyi emlékekben, épületekben okozott felbecsülhetetlen károkat, hanem a közösségekben is. A templom felújítása során új szobrokat helyeztek el, a szentély falait újravakolták és festették. A képek Buddha életéből jelenítenek meg eseményeket, a domborművek pedig a Rámájana khmer változatát idézik fel. A régi, a mécsesek füstjétől megfeketedett, értékesebb alkotások az építmény felső részében találhatók, de nehezen kivehetők.
Több mint hatszáz éves történetének köszönhetően a komplexum számos stílus és építmény összeolvadásából nyerte el mai formáját: a szentélyek taoista, konfuciánus és hindi tanokat is megjelenítenek, a mellette elterülő kertek pedig a 19. századi francia gyarmati uralmat idézik. Itt látható egy több mint hatvan méter átmérőjű virágóra, amelyet Franciaország adományozott a városnak 1960-ban. A szerkezetet 2000-ben kínaira cserélték.
Manapság is sokan keresik fel a templomot, hogy jószerencséért és sikeres vizsgákért, üzleti tárgyalásokért imádkozzanak. Ha a kívánság beteljesedik, az imádkozó visszatér, hogy beváltsa felajánlását, és jázminkoszorút vagy banánt hozzon a szellemeknek. A templom környékén mindig sok az árus, vannak közöttük olyanok, akiktől befogott madarakat lehet venni, amelyeket az új tulajdonos szabadon engedhet.

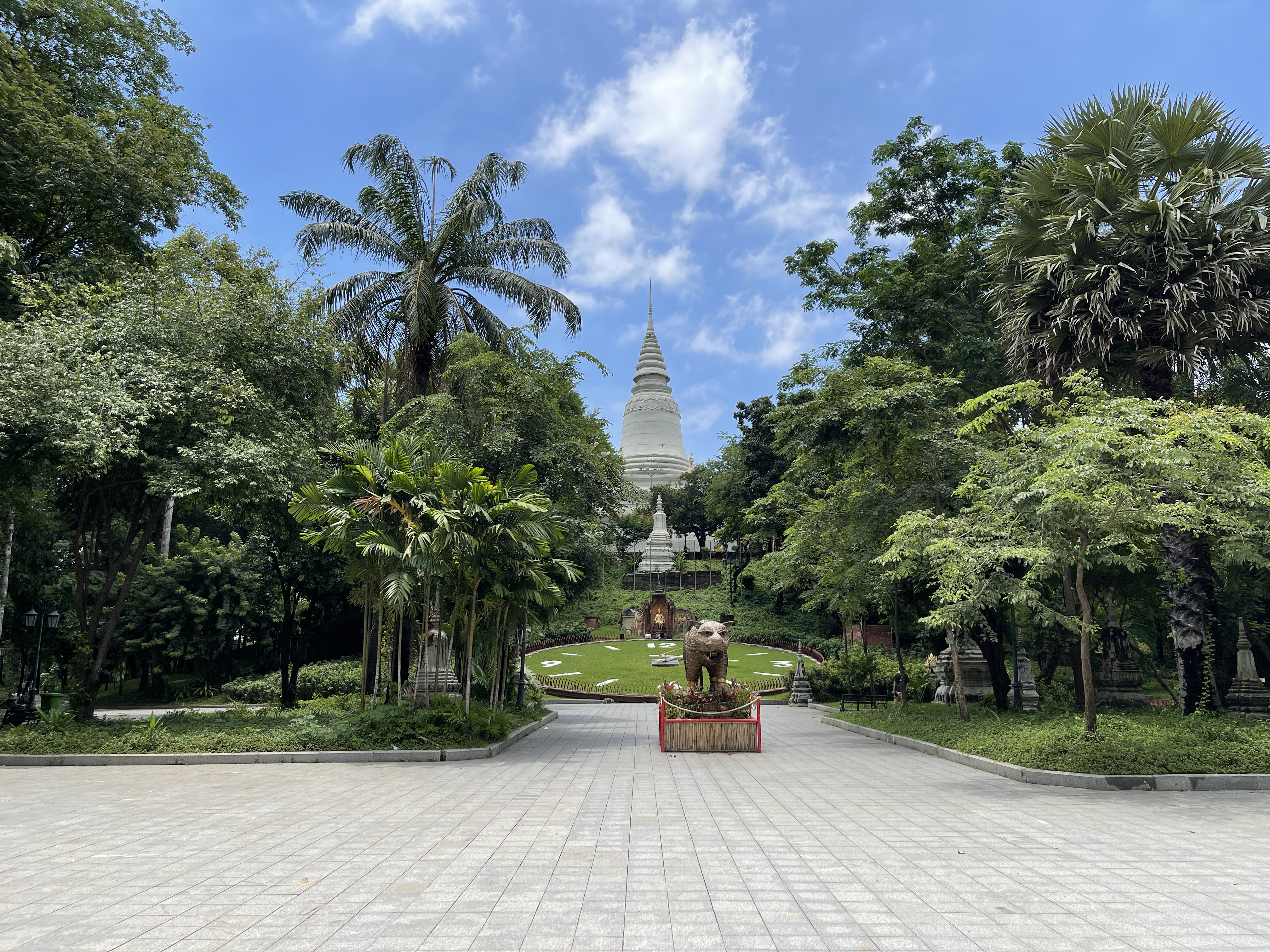
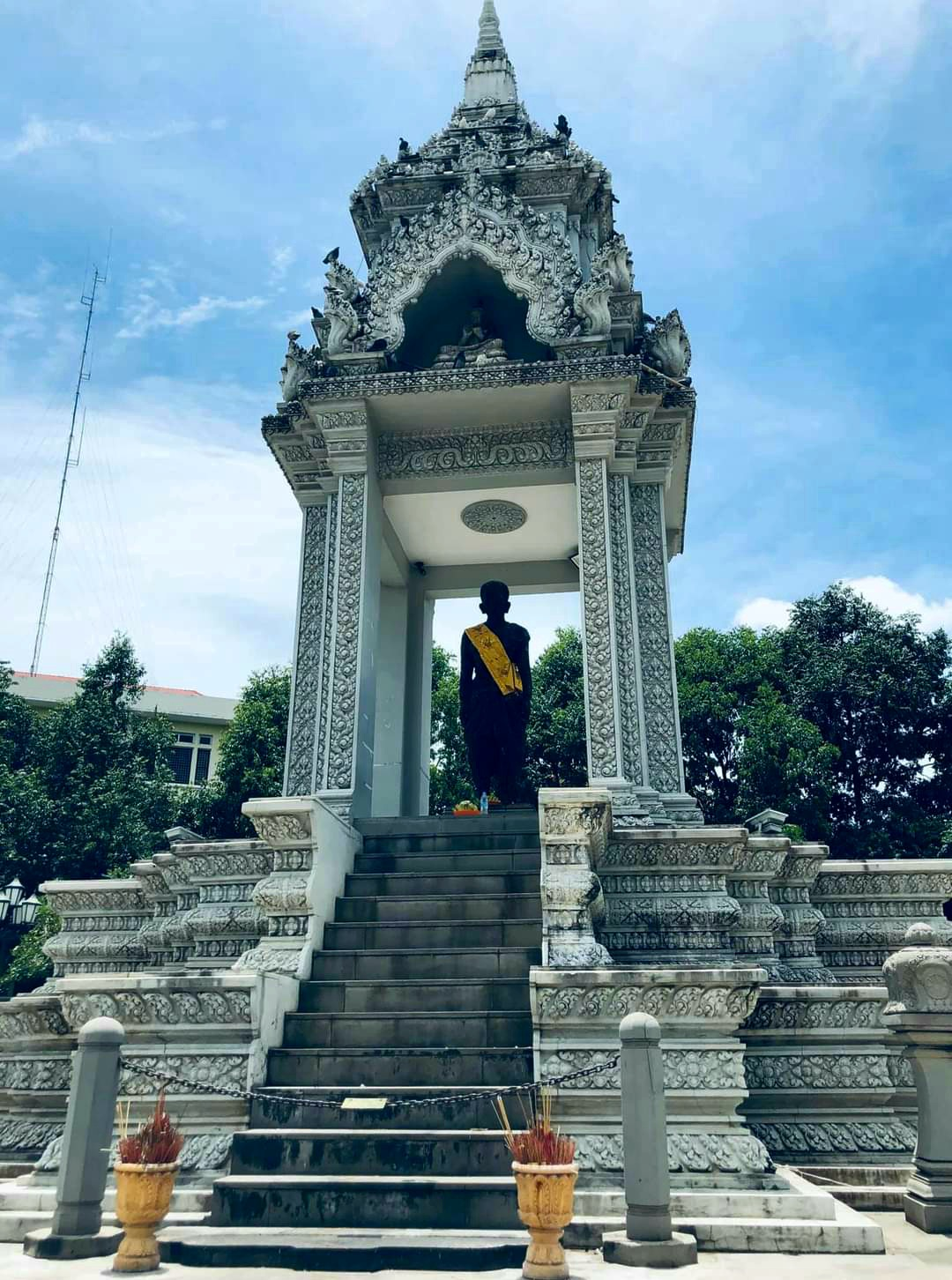
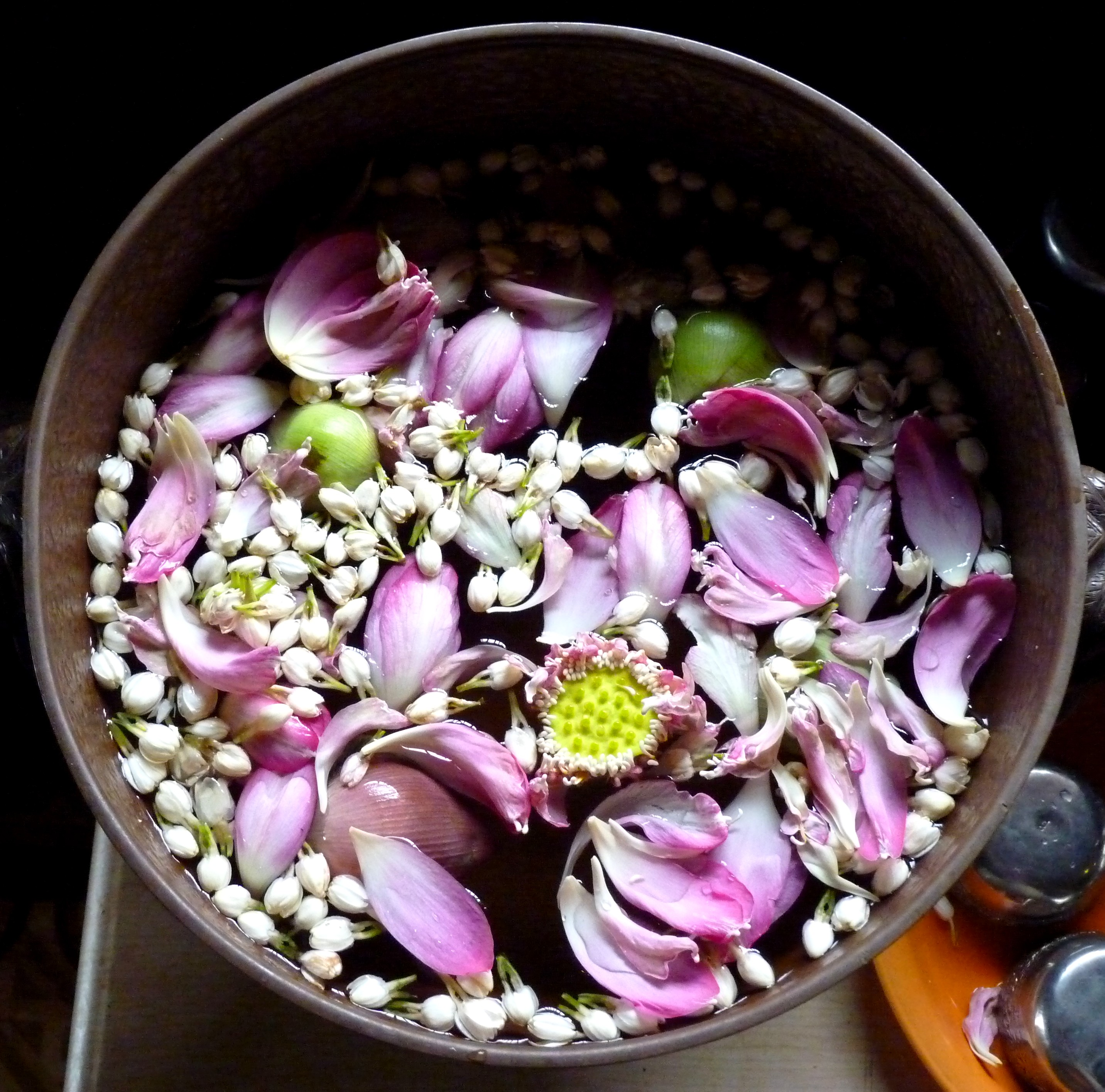
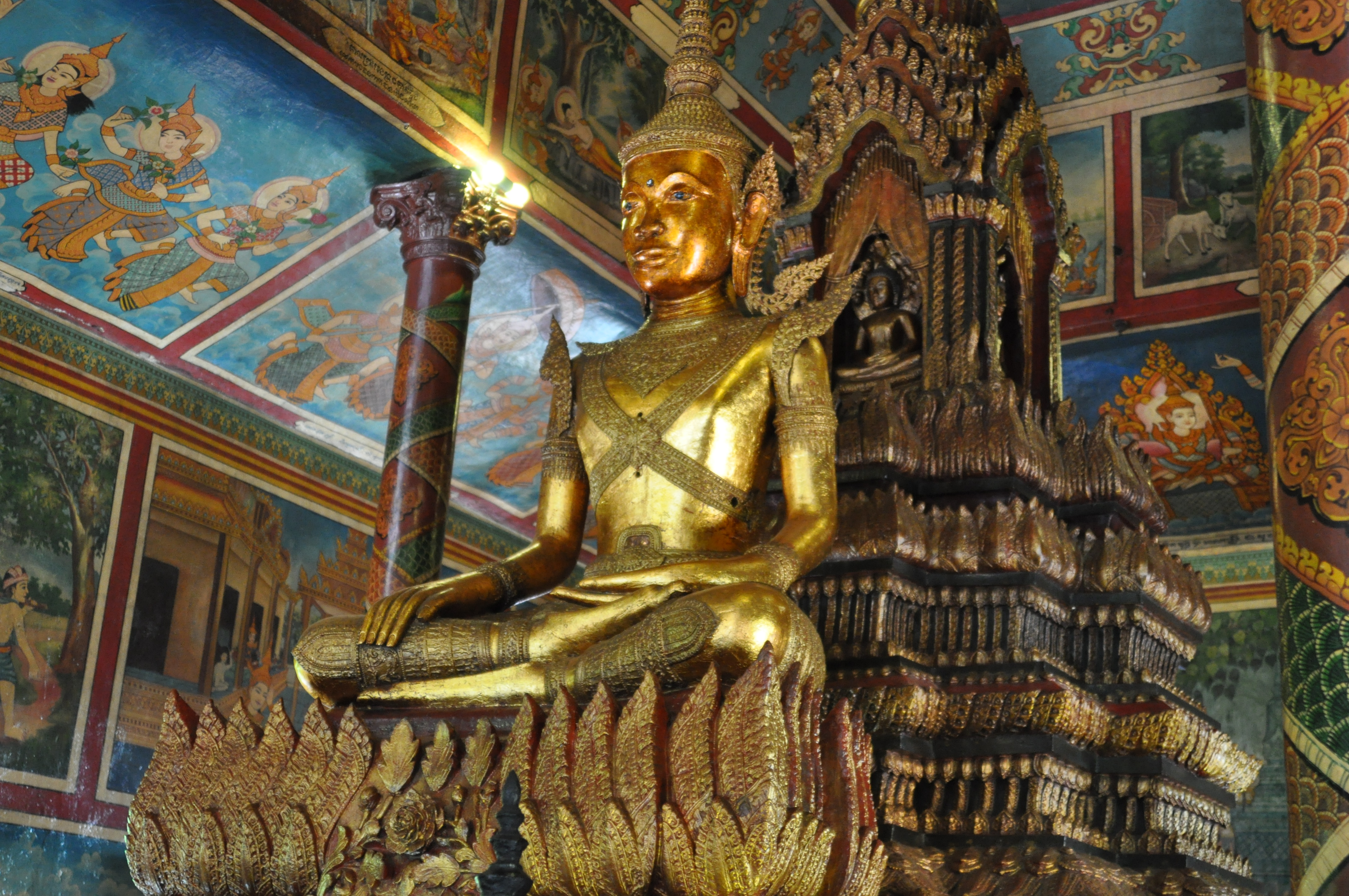